# AlpTransit Gotthard
Pour les articles homonymes, voir ATG.
AlpTransit Gotthard SA est une filiale des CFF, son siège social est à Lucerne en Suisse. Elle a été créée le 12 mai 1998 pour la construction du tunnel de base du Saint-Gothard sous le massif du même nom, de la deuxième partie du tunnel du Zimmerberg et du tunnel de base du Ceneri. Environ 170 personnes travaillent pour cette société.

## Histoire

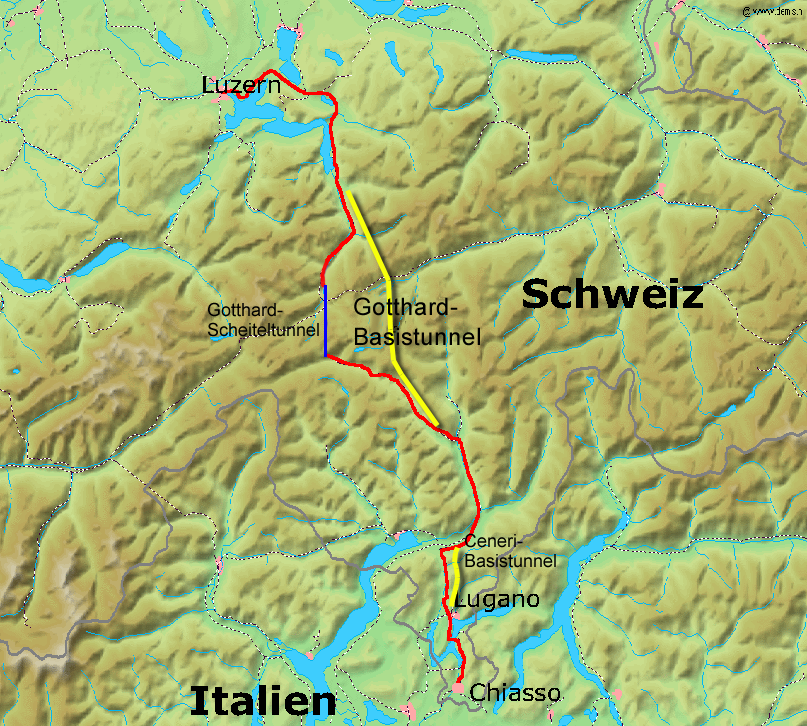
Le tracé du tunnel de base du Saint-Gothard et du Ceneri, en jaune

AlpTransit Gotthard SA a été créé dans le cadre du projet Nouvelles lignes ferroviaires à travers les Alpes, qui prévoit la construction de la nouvelle ligne ferroviaire du Saint-Gothard et d'un nouveau tunnel de base au Lötschberg ; c'est ainsi que, parallèlement à BLS AlpTransit qui s'est occupé du chantier du Lötschberg jusqu'à son ouverture en 2007, AlpTransit Gotthard s'occupe de la construction du tunnel de base du Ceneri et du Saint-Gothard, la construction du tunnel de base du Zimmerberg ayant été reportée pour une phase de construction ultérieure pour laquelle le financement n'est pas encore assuré. La décision de construire ces tunnels de base se base sur le choix d'une stratégie politique des transports prévoyant d'augmenter la capacité de transit par le rail à travers la Suisse sur l'axe du Saint-Gothard, où le premier tunnel de faîte fut construit entre 1873 et 1882. Cette importante amélioration fut pour la première fois esquissée en 1962, mais la version actuelle ne fut acceptée qu'en 1998. La solution choisie permettra une vitesse maximale pour les trains de voyageurs de 250 km/h, et de 160 km/h pour des trains de marchandises spéciaux, tout en augmentant leur longueur ; globalement, la capacité de la nouvelle ligne de base sera à son ouverture de 300 trains par jour ou encore 40 millions de tonnes de marchandises par an ; plus largement, à leur achèvement, les constructions du projet NLFA devraient voir passer 90 % du volume de marchandise en transit. C'est dans cet objectif qu'AlpTransit Gotthard fut créé le 12 mai 1998 par les Chemins de fer fédéraux (CFF) en tant que maître d'ouvrage.

## Financement
La somme prévue pour l'achèvement des projets NLFA (tunnel de base du Lötschberg, du Gothard et du Ceneri ainsi que les aménagements des tronçons d'accès) en 2008 était de 19.1 milliards de francs suisses, calculé sur le prix de 1998 sans renchérissement, TVA ni intérêts intercalaires. L'axe du Saint-Gothard devrait coûter environ 13.2 milliards. Cette somme contient aussi une part de 415 millions de réserves, destinés aux surcoûts. Ces deux derniers sont contrôlés par le Conseil fédéral, qui peut en débloquer une partie en cas de besoin. 
Les incertitudes quant aux besoins financiers sont posées sur cinq facteurs de risques :
- la géologie des terrains traversés, qui, malgré un grand nombre de sondages, demeure peu connue ;
- les retards dans les travaux, souvent causés par des recours provenant de privés ou des autorités des cantons traversés ;
- l'évolution de la technologie utilisée au cours de la construction ;
- l'évolution des normes de sécurité, décidées à la suite d'accidents ou en raison de l'entrée en vigueur de nouvelles normes nationales ou internationales ;
- l'évolution des prix du marché entre la planification et la publication et l'adjudication des mandats pour la réalisation de l'infrastructure.

## État d'avancement des travaux
Pour l'heure (juillet 2012), 100 % des quelque 150 km de galeries, puits et tunnels qui constituent le tunnel de base du Gothard sont excavées. Le gros œuvre devrait être terminé dans le courant de 2014. Quant aux équipements de la technique ferroviaire, environ un quart ont été réalisés sur les 114 km de ligne en souterrain, soit 15 km dans le tube Ouest sur le tronçon Sud entre Faido et Bodio ainsi que sur une partie du tronçon Nord entre Erstfeld et Sedrun. Dès la fin 2013, les premiers tests à grande vitesse devraient être effectués. La mise en service technique de l'ensemble de l'infrastructure du tunnel de base du Gothard commencera dès octobre 2015 alors que la mise en service commerciale est prévue au changement d'horaire du 11 décembre 2016. 
Pour ce qu'il en est du tunnel de base du Ceneri, alors que plus des 50 % des travaux d'excavation ont été réalisés sur les 40 km de galeries à la mi-2012, la mise en service commerciale est prévue au changement d'horaire à la fin 2019.

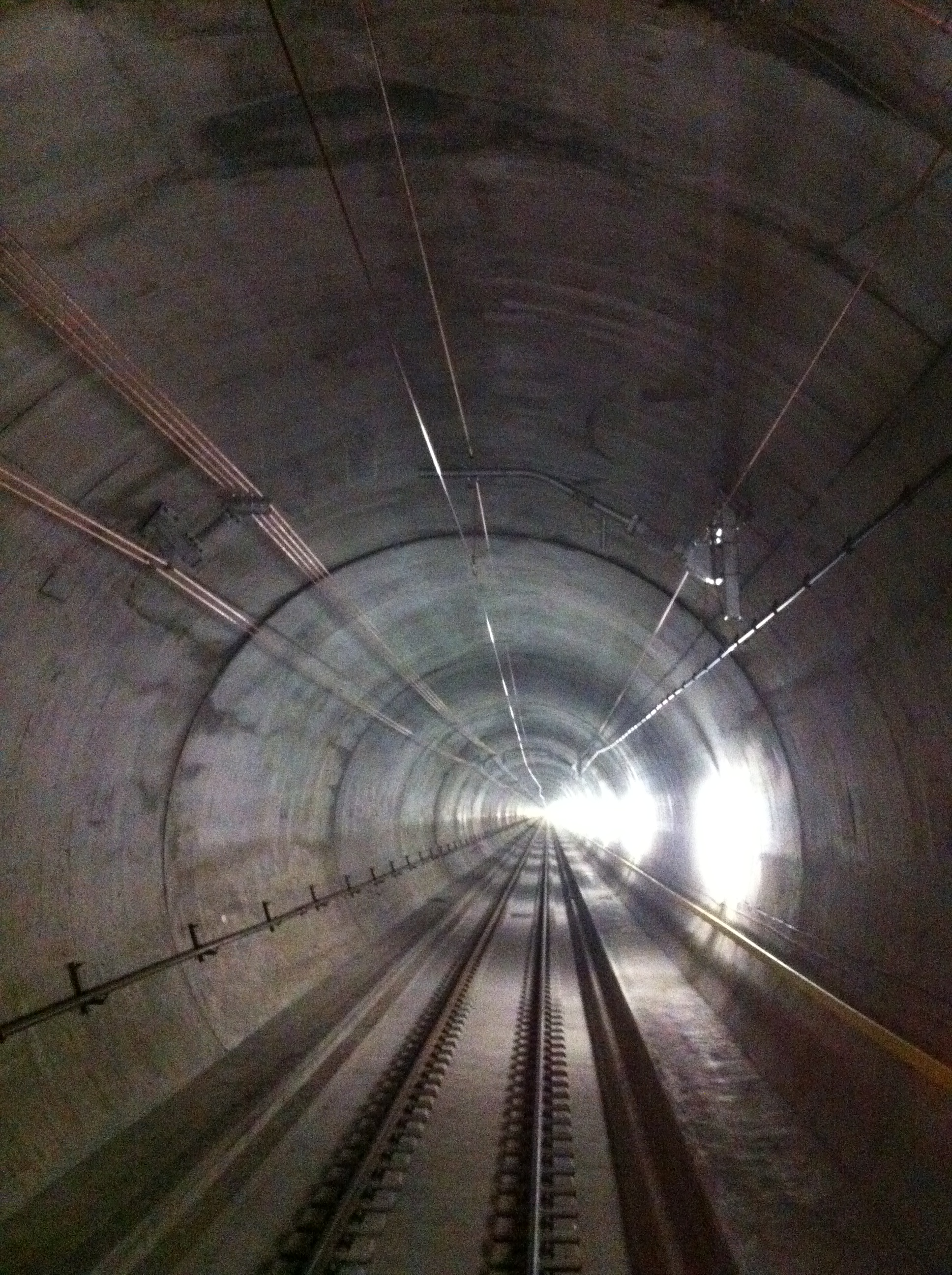
Tunnel de base du Gothard, tronçon Faido-Bodio dans le tube Ouest